# Aborto en Belice
El aborto en Belice está restringido por ley criminal, pero permitido bajo ciertas circunstancias.

## Estadística
A partir de 2013, las estadísticas más recientes disponibles sobre el aborto en Belice son de 1996. Durante aquel año, 2603 abortos fueron informados, junto con 6678 nacimientos vivos. 5% de las hospitalizaciones se debieron a abortos durante aquel año, haciéndolo la 4.ª causa más alta de hospitalización.
Debido a restricciones legales en contra del aborto, así como su significativo coste financiero, los abortos ilegales son comunes en Belice, especialmente para las mujeres de ingresos bajos. En 1998, un estimado de 1 de cada 7 muertes maternales en Belice se debieron a abortos ilegales e inseguros.

## Estado legal
El aborto en Belice está regido por las secciones 108–110 del Código Penal (promulgado en diciembre de 1980). El aborto es considerado un delito excepto cuando es realizado por un médico registrado bajo ciertas condiciones. La sentencia por efectuar una aborto ilegal Belice es cadena perpetua.
El aborto está permitido en las siguientes circunstancias:
- Para proteger la vida de la madre.
- Para proteger la salud física o mental de la madre o la de cualquiera de los niños de su familia.
- Si hay riesgo sustancial que el niño será severamente minusválido.

Además, la ley establece que "se puede tener en cuenta el entorno real o razonablemente previsible de la mujer embarazada", lo que sugiere que los abortos pueden realizarse por motivos socioeconómicos. Belice no ofrece una excepción explícita para los embarazos que son el resultado de la violación o el incesto.